# Luciano Caldore
Luciano Caldore (Napoli, 1º febbraio 1974) è un cantautore e attore italiano.

## Biografia
Nel 1989 pubblica il suo primo album 33 giri in vinile intitolato La nostra estate prodotto dalla MEA Sound seguito da un altro 33 giri in vinile intitolato Senza scrupoli. Dopo diversi anni di riflessione Luciano incide, nel 1996, il suo terzo lavoro discografico versione CD La luna, le stelle e il mare, l'album, arrangiato da Enzo Rossi, contiene alcuni brani che lo rendono noto al pubblico quali Pazzo d'amore, Sempe sempe e Amore mio. Nel 1997 pubblica Da Napoli a Parigi contenente i brani "Cattiva", "Cuore stasera", "Tu al posto mio" e la cover "A' canzuncella" degli Alunni del sole; realizza per tutti e quattro i brani dei videoclip girati a Parigi.
Nel 1998 pubblica l'album Amami e partecipa come attore al film Pazzo d'amore di Mariano Laurenti. Nello stesso anno arrangia una versione della canzone T'amo e t'amerò che dà il titolo al suo secondo film ideato e diretto dal regista Ninì Grassia; in questo film prendono parte Barbara Chiappini, Andrea Roncato, Francesca Rettondini e Solange.
Nel 2000 incide l'album Nel segno dell'amore arrangiato da Alberto Costa. Nel 2002 pubblica Battiti sempre arrangiato da quest'ultimo che contiene i brani Ti aspettavo sai e La mia voce. Nello stesso anno incide due album intitolati H2O e STOP; con il brano H2O Luciano partecipa al festival di Napoli su Rete 4. L'anno successivo incide l'album Riproviamoci arrangiato da Gianni Cuciniello e prodotto e distribuito dalla Zeus Record.
Nel 2006 incide il singolo Latte e miele mentre nel 2008 viene pubblica l'album Vorrei di più prodotto dalla ACE Music. In esso è contenuto il brano Te voglio bene realizzato con l'artista napoletana Nancy Coppola. Due anni dopo incide l'album Dedicato a te contenente il duetto Sciglie tu con Gino Coppola. Nel 2011 Luciano realizza un album contenente canzoni tipiche della cultura napoletana intitolato Benvenuti a Napoli.
Nel 2012 Luciano, affiancato dall'arrangiatore Carmine Liberati, Salvatore Strada e Enzo Caradonna, incide l'album Stella sulla terra dove, al suo interno, viene inserita la canzone Stella sulla terra dedicata al figlio affetto da autismo.
Nel 2016 pubblica Ripartire, prodotto da MG Production con il supporto degli autori Vincenzo D’Agostino e Gianni Fiorellino; nell'album viene inserito il brano Chi è stato è stato, scritto e arrangiato da Salvatore Priore ed eseguito in duetto con il rapper NTO intitolato. Il brano tratta di argomenti sociali quali diritti del lavoro e valorizzazione del territorio; nel 2020 Luciano lo esegue in chiave acustica nel programma di LA7 Propaganda Live condotto dal giornalista Diego Bianco Zoro.
Nel 2017 Luciano incide un singolo intitolato Nasce e more, scritto da Gennaro Scuotto e Luca Barbato; successivamente pubblica i singoli Nun si l’amante, Nun si gelosa cchiù, L’urdemo vase. Incide inoltre alcuni duetti come Se sposa dimane con Tony Colombo, Un grande amore con Giusy Attanasio, Mai con Paola Pezone.

## Discografia

### Album
- 1989 - La nostra estate (Mea Sud)
- 1991 - Senza scrupoli (Mea Sud)
- 1996 - La luna, le stelle e il mare (Phono Sud Italia)
- 1997 - Da Napoli a Parigi (Phono Sud Italia)
- 1998 - Amami (Phono Sud Italia)
- 1999 - T'amo e t'amerò (Zeus Record su etichetta ERS)
- 2000 - Nel segno dell'amore (Zeus Record su etichetta ERS)
- 2001 - Battiti (Zeus Record su etichetta ERS)
- 2002 - H2O (Zeus Record su etichetta ERS)
- 2002 - STOP (ERS)
- 2003 - Riproviamoci (Zeus Record)
- 2006 - Latte e miele
- 2008 - Vorrei di più – (Zeus Record)
- 2010 - Dedicato a te – (Zeus Record)
- 2011 - Benvenuti a Napoli – (Zeus Record)
- 2012 - Stella sulla Terra – (Zeus Record)
- 2016 - Ripartire - (Zeus Record)

## Filmografia
- Pazzo d'amore, regia di Mariano Laurenti (1999)
- T'amo e t'amerò, regia di Ninì Grassia (1999)